# Lac Cowal
Ne doit pas être confondu avec le lac Cowan.
Le lac Cowal est un des plus grands lacs de la Nouvelle-Galles du Sud en Australie, situé à moins de 50 km au nord-est de West Wyalong. Ce lac éphémère, qui s'étend sur 92 km2 au plus haut niveau, est alimenté au sud-est par le petit ruisseau Blanc Creek et au nord par les inondations occasionnelles de la rivière Lachlan. 

## Biodiversité
Le lac Cowan est l'habitat de nombreuses espèces dont certaines sont menacées. Plus de 270 espèces d'oiseaux ont été répertoriées, parmi lesquelles le Butor d'Australie, le Jabiru d'Asie, l'Érismature australe, le Rhynchée peinte et la Stictonette tachetée, ainsi que de nombreux poissons dont le Bidyanus bidyanus (appelé parfois perche argentée), le poisson-chat tandanus et la Perche Macquarie. Des chauves-souris sont également présentes comme la Saccolaimus flaviventris (voir Saccolaimus) et la Chalinolobus picatus (voir Chalinolobus) et on trouve parmi les végétaux le Pilularia australe (voir Pilularia) et le Lepidium monoplocoides (voir Lepidium).
Son riche et fragile écosystème lui vaut d'être inscrit sur la liste du patrimoine national australien (Register of the National Estate (en)) ainsi que dans la liste des zones humides d'importance nationale (Directory of Important Wetlands (en)) et est classé comme zone de conservation par le National Trust of Australia.

## Exploitation minière et impact environnemental
Le sol qui entoure le lac est riche en métaux précieux, notamment en or, ce qui a suscité l’intérêt de sociétés minières. Craignant une contamination du lac par le cyanure, utilisé pour l'extraction de l'or, des protestations d'exploitation ont donné naissance au programme de protection The Lake Cowal Campaign soutenu par plus de 40 associations écologistes, qui ensemble forment la Coalition pour la protection du lac Cowal (en anglais, Coalition to Protect Lake Cowal) fondée initialement par le Rainforest Information Centre et Les Amis de la Terre - Australie. Le site est actuellement exploité par la société minière canadienne Barrick Gold.   